# Moline, Kansas
Moline là một thành phố thuộc quận Elk, tiểu bang Kansas, Hoa Kỳ. Năm 2010, dân số của xã này là 371 người.

## Dân số
Dân số các năm:
- Năm 2000: 457 người
- Năm 2010: 371 người